# Preghiera per la vita
Preghiera per la vita è un cortometraggio documentario del 2020 diretto da Davide Cavuti. 

## Trama
Sulle immagini delle città di L'Aquila e Amatrice, gli attori Michele Placido, Paola Gassman e Ugo Pagliai interpretano una preghiera alla vita rivolta a Maria.

## Distribuzione
A causa delle giornate di lockdown del 2020, la regione Abruzzo ha distribuito online il documentario attraverso i suoi canali social ufficiali.